# Eurycoccus glomerulus
Eurycoccus glomerulus är en insektsart som beskrevs av De Lotto 1961. Eurycoccus glomerulus ingår i släktet Eurycoccus och familjen ullsköldlöss.
Artens utbredningsområde är Kenya. Inga underarter finns listade i Catalogue of Life.